# Clossiana radiata
Clossiana radiata är en fjärilsart som beskrevs av Arnold Spuler 1901. Clossiana radiata ingår i släktet Clossiana och familjen praktfjärilar. Inga underarter finns listade i Catalogue of Life.